# Die Wahrheit über den Fall Harry Quebert
Die Wahrheit über den Fall Harry Quebert (französischer Originaltitel: La Vérité sur l’affaire Harry Quebert) ist ein Roman des Schweizer Schriftstellers Joël Dicker. Er erschien am 19. September 2012 bei den Verlagen éditions de Fallois und L’Âge d’homme. Noch im selben Jahr wurde er mit dem Grand Prix du Roman der Académie Française, dem Prix littéraire de la Vocation und dem Prix Goncourt des lycéens ausgezeichnet. Am 13. August 2013 erschien die deutsche Übersetzung von Carina von Enzenberg im Piper Verlag.

## Inhalt
Ende August 1975 verschwindet die 15-jährige Nola Kellergan unter mysteriösen Umständen aus dem Städtchen Aurora in New Hampshire. Außerdem wird die alte Deborah Cooper umgebracht, die die Polizei alarmierte, weil ein Mann das Mädchen im Wald verfolgte. Trotz großen öffentlichen Interesses verlaufen die polizeilichen Ermittlungen im Sande, und der Fall wird zu den Akten gelegt.
Im Jahr 2008 liegt der Romanerstling des jungen Schriftstellers Marcus Goldman, mit dem er seinen Durchbruch in der Literaturszene feierte, gerade einmal zwei Jahre zurück. Aber der Ruhm ist vergänglich, die Landung in der Realität hart: Sein Verleger Roy Barnaski verlangt ein neues Buch und droht mit einem Prozess, sollte der Jungautor nicht fristgerecht abliefern. Von seiner Inspiration im Stich gelassen, beschließt Goldman, seinen alten Freund und Mentor Harry Quebert zu besuchen, bei dem er einst am Burrows College in Massachusetts studierte und die Grundlagen des Schreibens erlernte. Quebert ist ebenfalls Autor eines Bestsellers namens Der Ursprung des Übels und lebt zurückgezogen in Aurora, wo er vor 33 Jahren seinen berühmten Roman über eine unmögliche Liebe verfasste.
Beim Stöbern in Queberts alten Manuskripten entdeckt Goldman Hinweise auf eine Liebesaffäre des damals 34-jährigen Quebert mit der 15-jährigen Nola Kellergan, bevor diese im Sommer 1975 verschwand. Kaum nach New York zurückgekehrt, erhält Goldman einen Anruf, dass Quebert von der Polizei verhaftet wurde. Auf dem Grundstück seines Anwesens Goose Cove wurden Nolas verscharrte Überreste gefunden. Bei der Leiche lag das Originalmanuskript von Queberts Bestseller, das dem Mädchen mit einem handschriftlichen Abschiedsgruß gewidmet ist.
Quebert beteuert seine Unschuld an Nolas Tod, doch allein die Tatsache seiner Liebesaffäre mit einem minderjährigen Mädchen sorgt für einen landesweiten Skandal. Als Quebert gar gesteht, dass sein Erfolgsroman Der Ursprung des Übels von dieser verbotenen Liebe inspiriert wurde, ist er auch als Schriftsteller unmöglich geworden, und seine Romane werden aus Buchhandlungen und Bibliotheken verbannt. Von der Unschuld seines Freundes überzeugt, beschließt Goldman, ihm beizustehen, und reist nach Aurora.
Mit der Unterstützung von Sergeant Gahalowood, dem ermittelnden Beamten der State Police aus Concord, bringt Marcus Goldman nach und nach Fakten ans Tageslicht, die Zweifel an Queberts Täterschaft aufkommen lassen. Nola Kellergan wurde in ihrem Zuhause geschlagen, laut ihren Aussagen von der eigenen Mutter, während der Vater, der örtliche Reverend, die Misshandlungen ignorierte. Am 30. August, dem Tag ihres Verschwindens, wollte sie gemeinsam mit Quebert aus Aurora fliehen, doch dieser wartete vergeblich in einem Motel auf sie.
Neben Quebert fühlten sich auch andere Männer des Ortes zu dem hübschen Mädchen hingezogen. Der lokale Polizeichef Pratt hatte Nola mehrfach missbraucht und darum ein Interesse daran, in den späteren Ermittlungen nicht alle Fakten aufzudecken. Der ebenso reiche wie mächtige Elijah Stern ließ Nola regelmäßig von seinem Fahrer Luther Caleb in seine Villa chauffieren, wo noch heute ein Gemälde des nackten Mädchens prangt. Schließlich hatte Nola auch eine Rivalin um Harrys Gunst: die Provinzschönheit Jenny Quinn, die hoffte, an der Seite des Schriftstellers dem Diner ihrer Mutter Tamara zu entfliehen, was ihr, inzwischen mit dem schüchternen Polizeibeamten Travis Dawn verheiratet, nie gelungen ist.
Goldman beschließt, ein Buch über seine Erkenntnisse zu schreiben: Die Wahrheit über den Fall Harry Quebert. Sein Verleger wittert einen Bestseller und bringt Auszüge der Notizen unautorisiert in Umlauf, um das Interesse der Öffentlichkeit anzuheizen, was Goldmans weitere Ermittlungen erschwert. Nach den Enthüllungen über die Bürger von Aurora schlagen dem Schriftsteller Anfeindungen entgegen, mehrfach kommt es zu Brandstiftungen auf seine Bleibe in Goose Cove, und selbst Quebert wendet sich von seinem ehemaligen Schüler ab, obwohl es dessen Entdeckungen zu verdanken ist, dass die Anklage gegen ihn fallengelassen wird.
Als Goldman sein Buch schließlich veröffentlicht, weisen alle Indizien auf Luther Caleb. Dessen Leben stand im Schatten des sinnlosen Überfalls einer Bande von Studenten, der sogenannten Field-Goals-Bande, die sein Gesicht durch Fußtritte derart zertrümmerten, dass er für immer entstellt blieb. Einsam und aus der menschlichen Gemeinschaft ausgestoßen, verliebte sich Caleb in Nola Kellergan, beobachtete sie heimlich, malte sie und begegnete ihr am Tag ihres Todes. Von ihm stammte die handschriftliche Widmung auf dem Manuskript, das mit dem Mädchen begraben wurde. Nach Nolas Verschwinden wurde er am Fuß einer steilen Böschung aufgefunden, von der er sich offenbar mit seinem Auto in den Tod gestürzt hatte.
Goldmans Buch wird ein großer Erfolg. Ganz Amerika zeigt sich gerührt von seiner Darstellung der misshandelten Nola, die mit ihrem Liebhaber fliehen wollte, bevor sie dem entstellten Caleb in die Hände fiel. Doch dann untergräbt ein falsches Detail die Glaubwürdigkeit des vermeintlichen Tatsachenberichts: Nolas Mutter, die ihre Tochter angeblich schlug, war 1975 bereits vor Jahren verstorben. Tatsächlich ist ihr Tod auf eine Brandstiftung der kleinen Tochter in Alabama zurückzuführen. Ein von religiösen Fanatikern anschließend durchgeführter Exorzismus an dem psychisch labilen Mädchen führte zu einer Persönlichkeitsspaltung, unter der sich Nola regelmäßig selbst misshandelte, um sich in der Rolle ihrer Mutter für ihre Vergehen zu bestrafen.
Als Goldman Quebert wegen der verschwiegenen Fakten zur Rede stellt, kommt ans Tageslicht, was Quebert seinem Freund all die Zeit nicht anzuvertrauen wagte: Sein Erfolgsroman Der Ursprung des Übels stammt in Wahrheit von Luther Caleb, der die reale Liebesgeschichte zwischen Harry und Nola als Voyeur verfolgte und zu einem Buch verarbeitete. Nach Calebs Tod erkannte Quebert die Qualität des Buches und veröffentlichte es unter seinem eigenen Namen, ein geistiger Diebstahl, den er selbst 33 Jahre später und unter Mordanklage stehend für so unverzeihlich hielt, dass er ihn nicht einzugestehen vermochte.
Am Tag, als Nola starb, überreichte ihr Luther Caleb das Manuskript seines Buches als Abschiedsgeschenk, bevor er sie zu dem Motel fahren wollte, in dem Quebert auf sie wartete. Caleb stand noch unter dem Schock der frischen Erkenntnis, dass sein langjähriger Gönner Stern einer der Schläger der Field-Goals-Bande gewesen war. Der junge Polizist Travis Dawn missverstand die Situation zwischen dem Mann und dem Mädchen und prügelte den vermeintlichen Sittlichkeitsverbrecher Caleb gemeinsam mit dem herbeigerufenen Chief Pratt zu Tode. In Panik beseitigten sie anschließend die Zeugin Deborah Cooper, ehe der verzweifelte Dawn auch die fliehende Nola erschlug. 33 Jahre lang gelang es den beiden Polizisten, ihre Morde zu vertuschen, ehe sie Goldman und Gahalowood in die Enge trieben. Um sein kleines familiäres Glück mit seiner Traumfrau Jenny zu retten, sah sich Dawn schließlich gezwungen, auch seinen ehemaligen Vorgesetzten Pratt zu ermorden, der kurz davor stand, auszupacken.
Nachdem die Morde aufgeklärt sind und Quebert von jedem Verdacht reingewaschen ist, lässt Goldman am Ende auch dem zu Unrecht beschuldigten Caleb nachträglich Gerechtigkeit widerfahren. Da Quebert seine literarische Karriere einzig auf Calebs Buch begründet hatte, sorgt er im Gegenzug dafür, dass Queberts unveröffentlichtes Manuskript aus dem Sommer 1975, Die Möwen von Aurora, unter dem Namen Luther Calebs erscheint und diesem zur postumen Anerkennung als Schriftsteller verhilft.

## Rezeption
Der Roman war für den Prix Goncourt 2012 nominiert und erreichte die Shortlist der letzten vier Titel. Ebenso war er für den Prix Interallié vorgeschlagen. Am 25. Oktober 2012 erhielt der Roman den Grand Prix du Roman der Académie Française. Am 15. November 2012 wurde er mit dem Prix Goncourt des Lycéens ausgezeichnet.
Bis Februar 2014 wurden weltweit etwa 2 Millionen Exemplare verkauft, darunter 850.000 in Frankreich und 330.000 in Italien. Mit dem Verkauf der Rechte in 32 Sprachen wurde das Buch in 45 Ländern veröffentlicht.
In Deutschland ist der Roman seit dem 13. August 2013 im Piper Verlag erhältlich. Er kam mit einer Startauflage von 100.000 Exemplaren in den Handel und ist aktuell in der 6. Auflage erhältlich.

## Pressestimmen
- „Mit großem erzählerischem Talent treibt Joel Dicker eine Handlung voran, die einen unwiderstehlichen Sog entwickelt und die sich auch über mehr als 700 Seiten nicht abnutzt. […] Ein außerordentlicher Roman, gleichzeitig Krimi und Romanze, Gesellschaftsdrama und Literatursatire.“ (Deutschlandradio Kultur)[8]

- „‚Die Wahrheit über den Fall Harry Quebert‘ ist ein klassischer Pageturner; allerdings hält er explizit nicht alles, was er implizit verspricht.“ (Badische Zeitung)[9]

- „Wenn der Roman eines unbekannten Autors voller Seitenhiebe auf Verlage und Verleger zu einem grandiosen Bestseller wird, bestätigt dies mindestens zwei Dinge: Verleger können verzeihen und es gibt noch Wunder auf dem Buchmarkt.“ (Stern)[10]

## Ausgaben
- La Vérité sur l’affaire Harry Quebert. Éditions de Fallois/L’Âge d’homme, Paris/Lausanne 2012, ISBN 978-2-87706-816-1.
- Die Wahrheit über den Fall Harry Quebert. Piper Verlag, München 2013, ISBN 978-3-492-05600-7.

## Dramatisierungen

### Hörspiel
Im Jahr 2015 bearbeitete und inszenierte Leonhard Koppelmann den Roman als dreiteiliges Hörspiel für den NDR. Unter anderem wirkten mit: Hans Löw (Marcus Goldman), Gerd Wameling (Harry Quebert), Laura Maire (Nola Kellergan), Wolf-Dietrich Sprenger (Reverend Kellergan), Marie Löcker (Jenny), Christian Redl (Sgt. Gahalowood), sowie Kai Magnus Sting, Hedi Kriegeskotte, Stefan Kaminski, Michael Wittenborn u. v. a.

### Verfilmung
Am 15. August 2017 bestellte der US-amerikanische Fernsehsender Epix eine zehnteilige Miniserie basierend auf dem Roman. Drehbeginn war im Herbst 2017 in Montreal, Kanada, unter Regie von Jean-Jacques Annaud. Die Hauptrollen wurden mit Patrick Dempsey (Harry Quebert), Kristine Frøseth (Nola Kellergan), Ben Schnetzer (Marcus Goldman) und Damon Wayans, Jr. (Sgt. Gahalowood) besetzt.
In Großbritannien debütierte der Zehnteiler am 4. September 2018 bei Sky Witness, in Dänemark am 1. November 2018 bei C More. In Australien ist die Ausstrahlung bei Stan geplant, in Frankreich bei TF1. In Deutschland ist die Serie seit dem 1. April 2019 auf der Streamingseite TVNOW online verfügbar.